# Zeche Sankt Moritz
Das Zeche Sankt Moritz befand sich am westlichen Ortsrand von Wellinghofen, sein erster Schacht befand sich im heutigen Straßendreieck "Silberhecke", "Priesterwiese" und "Blenkerweg".
Das gleichnamige Grubenfeld wurde im Februar 1760 verliehen, für 1771 ist ein regelmäßiger Betrieb verbürgt.
Zwischen 1802 und 1802 lag die Zeche (mit Unterbrechungen) still, da die Wasserzuflüsse nicht gelöst werden konnten. Um dem abzuhelfen, tat man sich mit der in Hacheney gelegenen Zeche Christine zusammen, um gemeinsam einen tieferen Erbstollen namens Christine anzusetzen.
Zwischen 1812 und 1827 ruhte der Abbau im Feld St. Moritz völlig. Dann erst erreichte der Stollen ihr Grubenfeld und garantierte die ersehnte Entwässerung. In den folgenden Jahren kam es zur Teufe der drei Schächte Wilhelmine, Emma und Rosen. Diese Maßnahmen sicherten die Förderung für weitere 20 Jahre, erst anno 1847 wurde Zeche Sankt Moritz endgültig stillgelegt. Das nun ungenutzte Grubenfeld fiel später an Zeche Crone.